# Санне, Сувайбу
Сувайбу Санне (англ. Suwaibou Sanneh; 30 октября 1990, Брикама) — гамбийский легкоатлет, специализирующийся в беге на 100 метров. Участник Олимпийских игр в Пекине и Лондоне.

## Биография
На соревнованиях международного уровня дебютировал в 2008 году, выступив на Чемпионате мира по лёгкой атлетике среди юниоров, который проходил в польском городе Быдгощ. Там Санне остановился на полуфинальной стадии.
В том же году принял участие в пекинской Олимпиаде, где стартовал на дистанции 100 метров. В своём забеге гамбиец показал время 10,52, что позволило ему занять только пятое место и не позволило пройти в следующий уровень соревнований.
На чемпионатах мира в Берлине и Тэгу Санне начинал борьбу в первого основного раунда и дважды выбывал из соревнований по его результатам. 
На церемонии открытия Олимпиады в Лондоне Санне был знаменосцем сборной Гамбии во время парада наций. В соревнованиях на дистанции 100 метров Санне в первом раунде показал время 10,21, которое несмотря на пятый результат в забеге помогло ему пройти в полуфинал. В полуфинале он вновь улучшил рекорд Гамбии, но с результатом 10,18 занял последнее место в своём забеге и не смог пробиться в финал.
В 2013 году на чемпионате мира в Москве на стометровке не смог преодолеть первый раунд.